# Arctia albimacula
Arctia albimacula là một loài bướm đêm thuộc phân họ Arctiinae, họ Erebidae.